# Lijst van nummer 1-hits in de Nederlandse Single Top 100 in 2003
Deze hits stonden in 2003 op nummer 1 in de Mega Top 100, de voorloper van de huidige Nederlandse Single Top 100.
| Nummer | Datum        | Artiest                        | Titel                               |
| ------ | ------------ | ------------------------------ | ----------------------------------- |
| 507    | 4 januari    | Eminem                         | Lose yourself                       |
|        | 11 januari   | Eminem                         | Lose yourself                       |
|        | 18 januari   | Eminem                         | Lose yourself                       |
|        | 25 januari   | Eminem                         | Lose yourself                       |
|        | 1 februari   | Eminem                         | Lose yourself                       |
| 508    | 8 februari   | Blue & Elton John              | Sorry seems to be the hardest word  |
|        | 15 februari  | Blue & Elton John              | Sorry seems to be the hardest word  |
|        | 22 februari  | Blue & Elton John              | Sorry seems to be the hardest word  |
|        | 1 maart      | Blue & Elton John              | Sorry seems to be the hardest word  |
| 509    | 8 maart      | Gareth Gates                   | Anyone of us (stupid mistake)       |
|        | 15 maart     | Gareth Gates                   | Anyone of us (stupid mistake)       |
|        | 22 maart     | Gareth Gates                   | Anyone of us (stupid mistake)       |
| 510    | 29 maart     | Jamai                          | Step right up                       |
|        | 5 april      | Jamai                          | Step right up                       |
|        | 12 april     | Jamai                          | Step right up                       |
|        | 19 april     | Jamai                          | Step right up                       |
|        | 26 april     | Jamai                          | Step right up                       |
|        | 3 mei        | Jamai                          | Step right up                       |
|        | 10 mei       | Jamai                          | Step right up                       |
| 511    | 17 mei       | Jim                            | Tell her                            |
|        | 24 mei       | Jim                            | Tell her                            |
|        | 31 mei       | Jim                            | Tell her                            |
|        | 7 juni       | Jim                            | Tell her                            |
| 512    | 14 juni      | Sean Paul                      | Get busy                            |
| 513    | 21 juni      | The Underdog Project & Sunclub | Summer jam 2003                     |
|        | 28 juni      | The Underdog Project & Sunclub | Summer jam 2003                     |
|        | 5 juli       | The Underdog Project & Sunclub | Summer jam 2003                     |
|        | 12 juli      | The Underdog Project & Sunclub | Summer jam 2003                     |
|        | 19 juli      | The Underdog Project & Sunclub | Summer jam 2003                     |
|        | 26 juli      | The Underdog Project & Sunclub | Summer jam 2003                     |
|        | 2 augustus   | The Underdog Project & Sunclub | Summer jam 2003                     |
| 514    | 9 augustus   | Jim                            | This love is real                   |
|        | 16 augustus  | Jim                            | This love is real                   |
| 515    | 23 augustus  | Lumidee                        | Never leave you (Uh oooh, Uh oooh)  |
|        | 30 augustus  | Lumidee                        | Never leave you (Uh oooh, Uh oooh)  |
| 516    | 6 september  | Ch!pz                          | Ch!pz in black (Who you gonna call) |
|        | 13 september | Ch!pz                          | Ch!pz in black (Who you gonna call) |
|        | 20 september | Ch!pz                          | Ch!pz in black (Who you gonna call) |
|        | 27 september | Ch!pz                          | Ch!pz in black (Who you gonna call) |
| 517    | 4 oktober    | The Black Eyed Peas            | Where is the love?                  |
| 518    | 11 oktober   | Tiësto                         | Traffic                             |
| 519    | 18 oktober   | Nena & Kim Wilde               | Anyplace, anywhere, anytime         |
|        | 25 oktober   | Nena & Kim Wilde               | Anyplace, anywhere, anytime         |
|        | 1 november   | Nena & Kim Wilde               | Anyplace, anywhere, anytime         |
|        | 8 november   | Nena & Kim Wilde               | Anyplace, anywhere, anytime         |
| 520    | 15 november  | Ch!pz                          | Cowboy                              |
|        | 22 november  | Ch!pz                          | Cowboy                              |
|        | 29 november  | Ch!pz                          | Cowboy                              |
| 521    | 6 december   | Frans Bauer                    | Heb je even voor mij                |
|        | 13 december  | Frans Bauer                    | Heb je even voor mij                |
|        | 20 december  | Frans Bauer                    | Heb je even voor mij                |
|        | 27 december  | Frans Bauer                    | Heb je even voor mij                |